# Bengt Forsberg (bokförläggare)
Bengt Fredrik Magnus Forsberg, född 31 augusti 1921 i Malmö, död 7 juli 1999 i Antibes, var en svensk bokförläggare. 
Forsberg är begravd på Sankt Ibbs kyrkogård.

## Filmografi roller
- 1985 – August Strindberg ett liv (TV)

## Filmidé och producent
- 1969 – Den vilda jakten på likbilen